# 246
246是245與247之間的自然數。

## 在數學中
- 合數，正因數有1、2、3、6、41、82、123和246。
質因數分解為{\displaystyle 2\times 3\times 41}。
- 第57個過剩數，真因數和為258，盈度為12。前一個為240、下一個為252。
  - 第58個半完全數，和為本身的其中一組因數為41、 82、 123。前一個為240、下一個為252。
- 不尋常數，大於平方根的質因數為41。
- 第25個佩服數，相減後為本身的因數為6。前一個為234、下一個為258。
- 無平方數因數的數。
- 第24個楔形數。前一個為238、下一個為255。
- 十进制的奢侈數。
- 第15個不可及數。前一個為238、下一個為248。
- 第一個恰好有16種方式可以整數分拆成2個質數的數
  - 246=5+241=7+239=13+233=17+229
  - 246=19+227=23+223=47+119=53+193
  - 246=67+179=73+173=79+167=83+163
  - 246=89+157=97+149=107+139=109+137
- 無平方數因數的數
- 半完全數：246=41+82+123
- 佩服數：246=1+2+3+41+82+123-6

## 在人類文化中
- 巴貝多的北美洲電話區號為246
- AF246， 香港漁護署「管有瀕危物種許可證申請表」的表格編號

## 在其他領域中
- 西元246年和前246年